# オトキタ
オトキタ・音キタは、北海道のインディーズアーティストのサポートプロジェクト団体。

## 概要
北海道を舞台にインディーズ活動をするアーティストをサポートする目的で設立。過去には、メジャーデビューを果たした人物も存在する。キャッチコピーは、「めざせ、音楽の地産地消、そして産地直送へ!」。
当初の所管は北海道アルバイト情報社だったが、2021年よりトリプルワンに移譲された。

## 参加登録
オトキタのサポートを受けるWEB登録制度がある（公式サイトサポート登録を参照）。
登録基準
- 北海道を拠点に活動し、オリジナル楽曲・音源を保有。過去1年以内の活動実績があること。オリジナル楽曲は、日本音楽著作権協会（JASRAC）に未登録のもの。

## メディア

### ラジオ番組
現在
- オトキタRadio（HBCラジオ、2010年4月 - 現在）

過去
- OTOKITA PICKUP（FM NORTH WAVE、2007年2月 - 6月）
- R オトキタR（AIR-G'、2007年2月 - 6月）
- OTOKITA（FM NORTH WAVE、2007年2月 - 2008年12月）
- オトキタ〜from AIR-G'〜（AIR-G'、月曜日21:00-21:30、2007年4月 - 2008年12月）
- MIDNIGHT RADIO PARK オトキタ（AIR-G'、火曜日27:00-28:00、2009年4月7日 - 2010年3月30日）

### CD
アルバム
レーベル：SanChoku Records（北海道アルバイト情報社）
- オトキタコンピレーションアルバム
  - オトキタ07（2007年4月25日）
  - オトキタ08（2008年5月28日）
  - オトキタ09（2009年8月29日）

### 書誌
- アルバイト北海道（タイアップ企画「バイトバンドストーリー」）
- ウタノコトバ〜北海道インディーズアーティスト詩集本〜(2013年12月15日発売、北海道アルバイト情報社 ISBN 978-4-902-88205-6)

### イベント
- オトキタLIVE（2007年7月28日 - ）※定期開催

### WEB
- オトキタチャンネル（全48回）

## 関係人物
- 石川千鶴子

オトキタコンピレーションアルバム制作のプロデューサーの一人。オトキタ関連の番組パーソナリティも務める。
インディーズ音楽を幅広く扱う札幌市の販売店舗「音楽処」の代表。

### アーティスト
- OLD
- 柿本七恵
- Galileo Galilei
- 河原亜依
- くろまる (音楽グループ)
- 月光グリーン
- THE TON-UP MOTORS
- Jake stone garage
- sleepy.ab
- チュール
- 中田雅史
- 月がきれい (バンド)
- 福原美穂
- 嶺上開花 -（元ふきのとうの山木康世と手風琴のユニット）
- ロミオマシーン
- ナイトdeライト
- Love&Peace
- サルーキ＝
- モノポックル
- サニーデイホリデー
- 岸田まき
- COLD
- 音信

など